# La esposa del comerciante tomando té
La esposa del comerciante tomando el té (en ruso: Купчиха за чаем) es un cuadro del pintor ruso Boris Kustodiev, pintado en 1918.
Una dama aparece sentada y bebiendo su té en una terraza, con el telón de fondo de un paisaje urbano provinciano. Kustodiev retoma su vieja idea de crear un cuadro de un comerciante de té, pero con una mujer como tema principal. Para la pose, el pintor prefirió una modelo a una verdadera esposa de comerciante. Fue la baronesa Galina Vladimirovna Aderkas, heredera de una familia noble de Astracán, los Aderkas, con quienes Kustodiev tenía vínculos familiares, quien fue elegida. Tiene formas generosas lo que es enteramente del gusto del pintor, que admitió que “Las mujeres delgadas no me inspiran en absoluto a trabajar".
El cuadro fue pintado en 1918, después de la Revolución de Octubre de 1917, que destruyó el mundo mercantil del Imperio ruso. Fue bien recibido por la crítica, así como por los pintores Konstántin Sómov, George Loukomsky y Mijaíl Nésterov. Se mostró en varias exposiciones, algunas de ellas en el extranjero, así como en la primera exposición de Kustodiev. Hoy el cuadro forma parte de las colecciones del Museo Ruso de San Petersburgo.

## Historia y creación

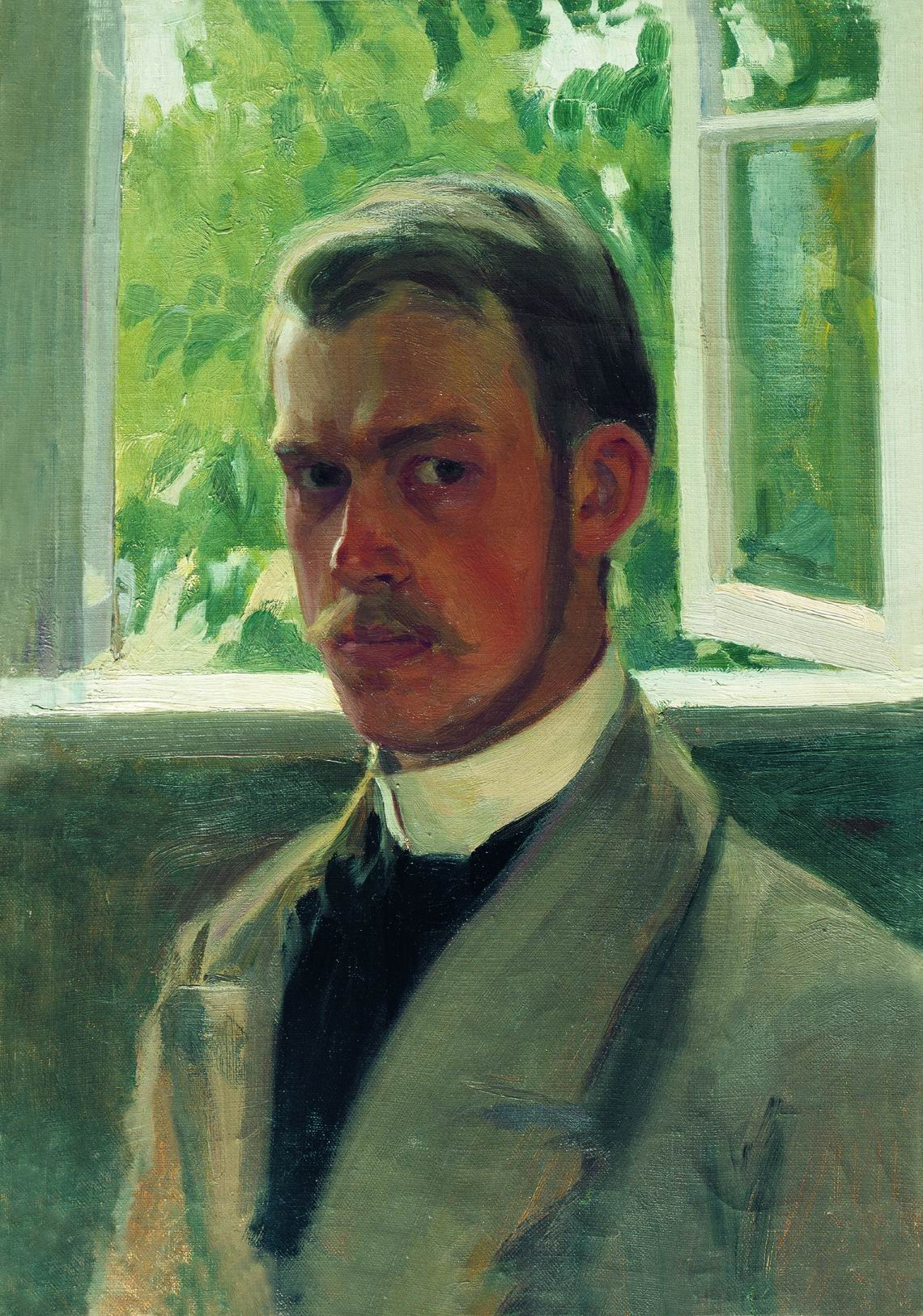
Autorretrato en la ventana, Kustodiev, 1899.

Como miembro de la asociación de artistas Mir iskusstva, Kustodiev no sólo se interesa por el estilo de vida de la nobleza, sino también por las particularidades del provincianismo. Es un verdadero poeta de la burguesía. Los comerciantes son, en la obra de Kustodiev, como dioses, personificando los sueños de felicidad, abundancia y plenitud del pueblo. Sin embargo, en muchas de sus pinturas de género sobre el tema del mundo de los comerciantes, el ideal ruso de belleza femenina adquiere formas florecientes de una monumentalidad muy particular y combina admiración, ironía y barroquismo al mismo tiempo en la realidad y en la ficción narrativa. La expresión "belleza de Kustodiev" incluso llegó a designar a modelos femeninas de este tipo. Pueblan un mundo de cuento de hadas, en el que se conservan los gestos que Kustodiev veía desaparecer ante sus ojos, al mismo tiempo que perpetua el antiguo modo de vida de las tranquilas ciudades de provincia con sus comerciantes, sus paseos, sus ferias, sus terrazas donde es servido el té. Es esta extraordinaria 'Rus de Kustodiev', llena de vida, luz, fuerza, abundancia y música, colores y placeres, la que el pintor tuvo que abandonar, condenado a la silla de ruedas a causa de un tumor en la médula espinal que paralizó sus piernas durante los últimos quince años de su vida.  Habiendo perdido la movilidad, Kustodiev conservó el poder de pintar lienzos brillantes y de colores intensos, en gran parte porque tenía "todo un maravilloso mundo de recuerdos" en su mente con estos sujetos y estos personajes que ya habían desaparecido, de un mundo que ya no existía. Fue la Revolución de Octubre y el ascenso al poder de los bolcheviques lo que lo destruyó; con ellos llegó la época del hambre y del miedo, de la que habla Kustodiev en su carta al actor de teatro Vasili Luzhsky: “Vivimos y no importa, pero tenemos frío y hambre, y no podemos hablar a nuestro alrededor solo de pan y comida […] obviamente me quedo en casa y trabajo, trabajo, esas son las únicas novedades de nuestra casa».  Kustodiev, necesitado, debe vender sus pertenencias personales. Como le falta trabajo se ve obligado a encargarse de decorar las calles de Petrogrado para el aniversario de la revolución y sin personal doméstico, su esposa tiene que encargarse de todas las tareas del hogar y de cortar leña. 
|  |  |

En el verano de 1918, Kustodiev comenzó a pintar este cuadro en el que había estado pensando durante mucho tiempo. Se asocia a una obra anterior, El té de 1913 que representa a comerciantes en un patio interior donde se reconoce a un padre recibiendo al senador-consejero Nikolaï Tagantsev.   Pero en 1915, el artista decidió situar en el centro de su cuadro a una mujer tan imponente como la de su desnudo titulado La belleza (Galería Tretiakov).  Es interesante observar que los gustos de Kustodiev en pintura no son los mismos que sus gustos en la vida. Las modelos provienen de entornos intelectuales y son mujeres de constitución fuerte. El propio Kustodiev no se siente realmente atraído personalmente por mujeres de esta talla. Su propia esposa, Yulia Kustodieva, no tiene formas tan generosas y es de apariencia frágil y discreta. Él mismo señala a este respecto que “las mujeres delgadas no inspiran la creatividad artística». Cuando comienza a esbozar la obra, Kustodiev comparte sus pensamientos con su esposa sobre la naturaleza y los motivos florales y le pregunta a quién imagina ella como modelo.  Juntos encuentran esta modelo bastante rápidamente, debido a que vive en el mismo edificio que ellos.  7, Se enteró de su vecino artista y aceptó felizmente posar para el cuadro e incluso estaba muy orgullosa de él.  Aunque Kustodiev trabaja en silla de ruedas, en pocos días pinta rápidamente un boceto e inmediatamente se ocupa de otro lienzo, ya que su mente, a pesar de su discapacidad, está llena de ideas.  Unos años más tarde, en 1923, Kustodiev pintó un retrato similar también titulado La esposa del comerciante bebiendo su té que se encuentra en el Museo Estatal de Bellas Artes de Nizhny Novgorod.

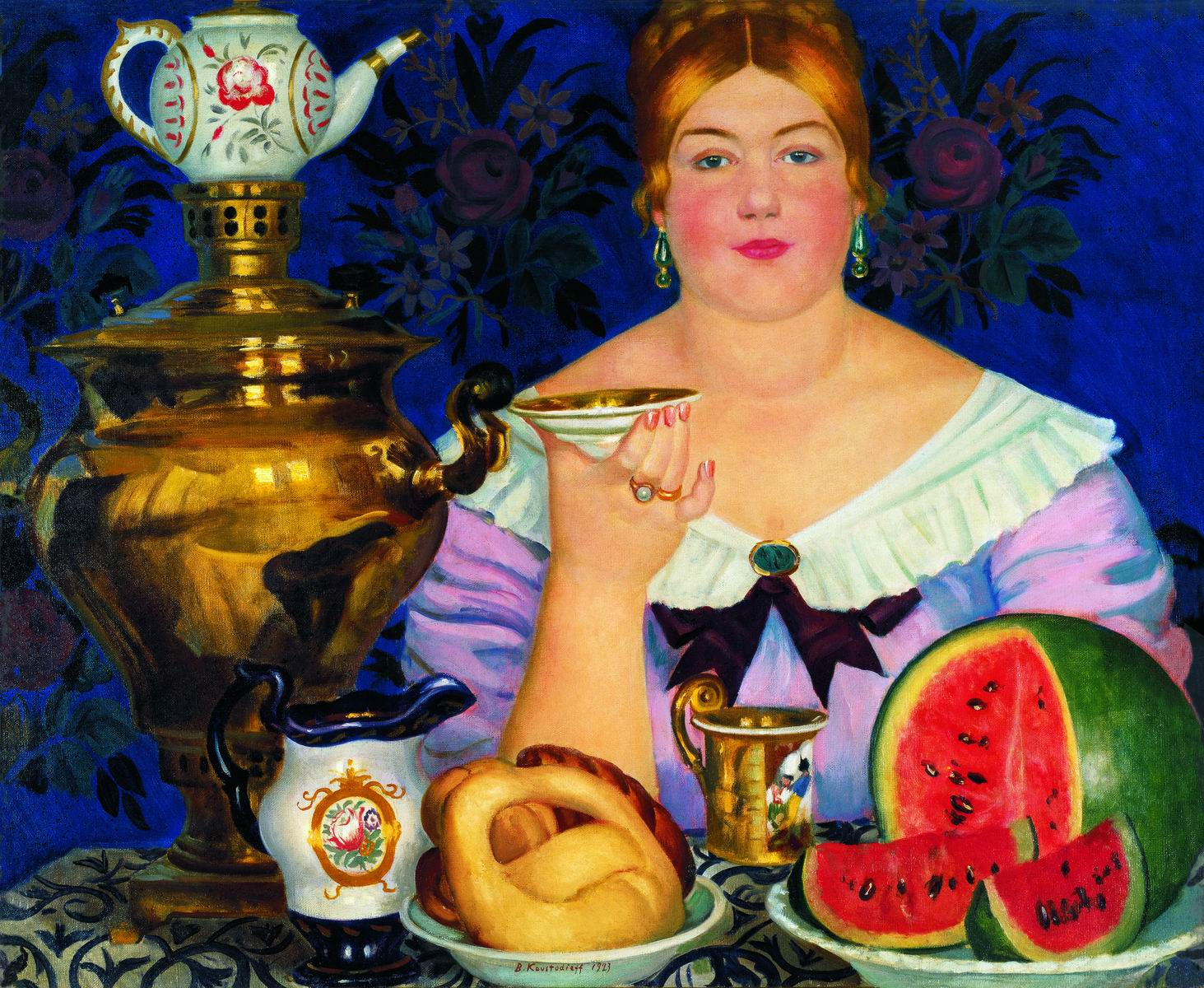
La esposa del comerciante bebiendo su té, versión de 1923.

## Composición
Las dimensiones del cuadro son 120 x 120 cm. Está realizado al óleo sobre lienzo. A la derecha está firmado siguiendo la antigua ortografía rusa: “Á. Кустодиевъ/1918»  .

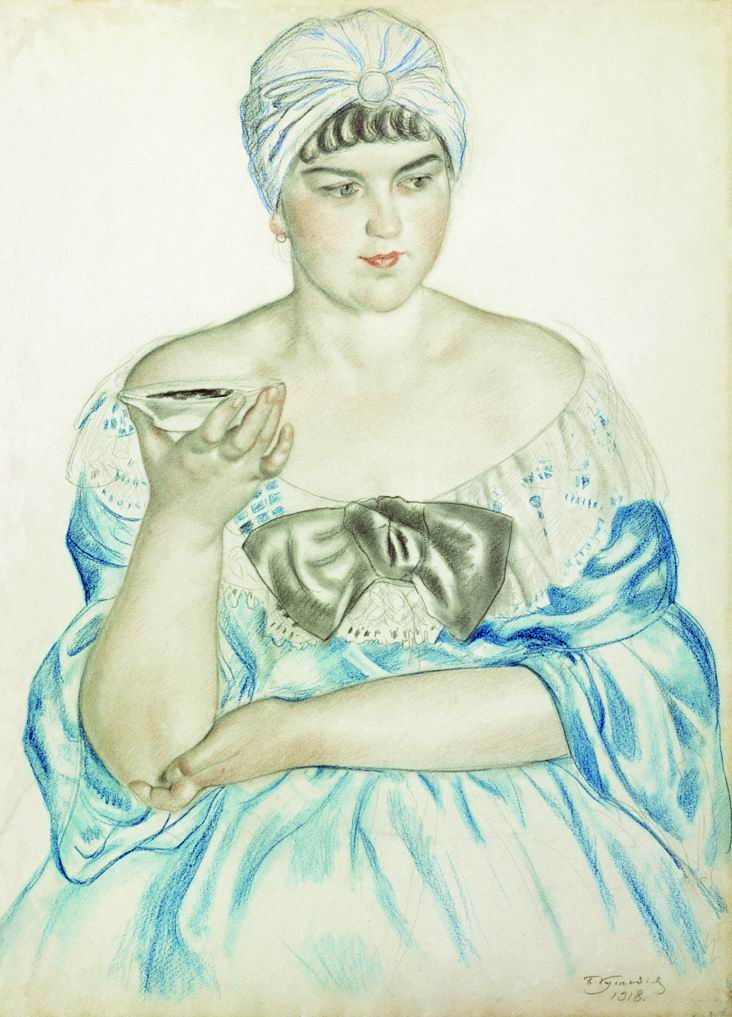
Mujer bebiendo su té. Boceto de Galina Aderkas-1918- Museo Ruso.

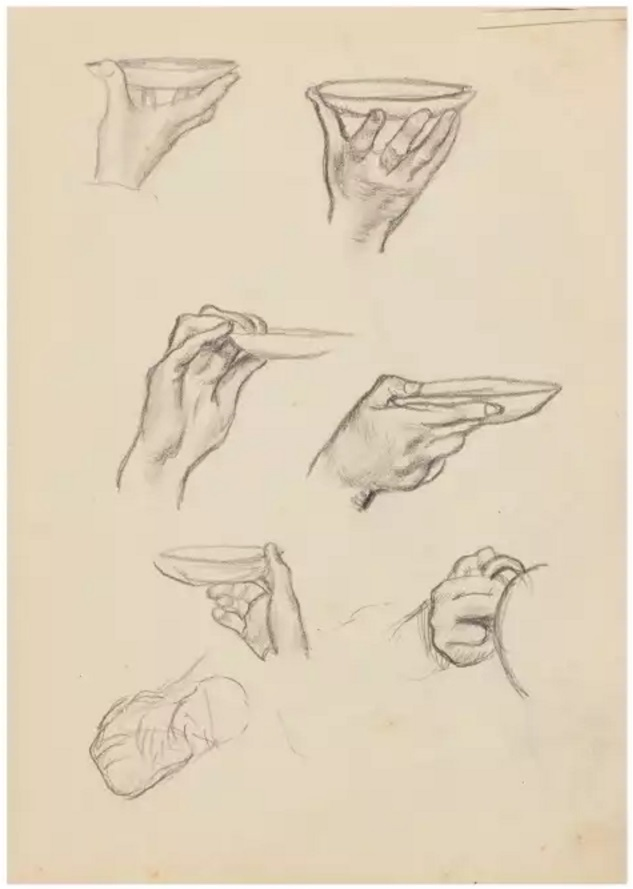
Bosquejo de manos y platillos.

Opulenta, plena, satisfecha, de piel clara, las mejillas sonrosadas, los ojos azules, cabello castaño, la joven aparece satisfecha y serena. Está confortablemente instalada detrás de una mesa, en el balcón de una casa de madera, en su pequeño paraíso. Con la mano izquierda sostiene el codo de su brazo derecho, en cuya mano sostiene un platillo de porcelana. Bebe su té como corresponde, levantando coquetamente un dedo meñique regordete. Esta forma de tomar té apareció en Francia en el siglo XVII, originalmente respondía a exigencias puramente prácticas, ya que implicaba enfriar una bebida caliente vertiéndola de la taza al platillo para poder beberla rápidamente. Este uso se extendió entre la élite francesa y se exportó a Rusia a través de tutores e institutrices francesas, que enseñaron buenos modales a las élites rusas en el siglo XVIII. El rostro de la mujer es perfecto y encarna el ideal de belleza popular: labios rojos, nariz recta, cejas negras, ojos celestes.  Este rostro está rosado y fresco después de una siesta, mientras el amplio escote revela los hombros redondeados, blancos y marmóreos, resaltados por los pliegues del vestido de terciopelo violeta oscuro veteado de negro. Su piel satinada es de un tono más claro que el cielo.  Contra el hombro de su dueña, el gato saciado se frota, buscando caricias, ronronea, levanta el lomo y riza la cola. Es el compañero siempre cuidado y contento, indispensable en la casa de un comerciante.  Cabe notar que Kustodiev dota con ironía el rostro redondo del gato con los mismos rasgos que su ama. Esta parece de más edad que la modelo de los bocetos. También es más imponente. La modelo es más bonita, también de formas generosas pero no tan voluminosas como la del cuadro.
Frente a la protagonista, en forma de lujoso bodegón, se extiende una merienda que se distingue desde el punto de vista pictórico por su carácter sugerente y la belleza y variedad de colores.  Al lado se encuentra un majestuoso samovar en forma de jarrón, que brilla en su superficie de cobre. Encima, una tetera, decorada con retratos, y alrededor, sobre la mesa, vajilla selecta, de plata y porcelana: azucarero, lechera, mermelada, taza y platillo. Cabe destacar que todas estas piezas provienen de diferentes servicios pero están bellamente realizadas en Rusia, lo que hace que el espectador no se vea privado del placer que produce esta diversidad. Sobre la mesa se disponen productos apetitosos como bollos y pan de pasas en una cesta de mimbre, kalach, galletas, pasteles y varias frutas: un racimo de uvas, manzanas, una sandía, cuya pulpa roja con semillas negras contrasta con la carne rosada del cuerpo femenino. Junto al samovar, una caja de madera pintada y cubierta con bordados, que se utilizará sólo después del té. Todo esto está cuidadosamente dibujado por el artista, perfectamente real y palpable, y al mismo tiempo de estilo deliberadamente simplista, como si se tratara de un puesto comercial.    
La esposa del comerciante está instalada en su terraza con vistas a una colina con un cielo azul con nubes rosadas que pasan. El día soleado llega a su fin y comienza el atardecer. Detrás de ella, un paisaje de zonas verdes en medio del cual destacan los tejados de las casas y las cúpulas de iglesias, cercanas o lejanas. A la derecha, abajo, una calle adoquinada y soportales de tiendas con sus carteles. A la izquierda, en otro balcón, un hombre y una mujer también toman el té delante de un samovar. El comerciante parece personificar un tipo de hombre característico de esta pequeña ciudad de provincias. En cuanto al paisaje, se distingue por la tranquilidad, la serenidad de la vida cotidiana como si fuera una escena de una obra de Alexander Ostrovsky.    ,  También es posible que para esta imagen de una provincia tradicional se haya inspirado Kustodiev en los recuerdos de su infancia en Astracán, donde creció.   Aunque el tiempo y el lugar de la escena en la pintura no se pueden especificar históricamente, se puede estimar al ver la ropa de la figura que es de las décadas de 1840 o 1850 en Moscú o Kaluga, Nizhny Novgorod, Saratov, Rostov o Yaroslavl, cualquier ciudad rusa con ambiente comercial, a mediados del siglo XIX.
La detallada naturaleza muerta y la figura opulenta ocupan la mayor parte del lienzo cuadrado y se funden en una estructura compuesta en forma de pirámide, cuya armonía y plenitud son notables. A falta de una transición gradual entre el primer plano y los espacios lejanos del fondo, es hacia la mujer hacia donde se dirige toda la atención del espectador y, con ella, hacia la antigua Rusia y la forma de vida que representa con su platillo de té. Los demás detalles circundantes, es decir el gato, la terraza vecina, el panorama de la ciudad detrás, la sandía cortada atraen la atención del espectador como historias complementarias, cada detalle de las cuales está cargado de significado. Cuando creó su pintura, Kustodiev estudió las diferentes formas de arte popular como el lubok, reinterpretándolas de forma creativa y creando su propio estilo. Debido a su enfermedad, Kustodiev prácticamente nunca salió de su casa de Petrogrado. Creó su lienzo de memoria utilizando las combinaciones de colores más inusuales, pero sin privarse de los efectos persuasivos y de autenticidad que le proporcionaban sus conocimientos de la naturaleza. Kustodiev utiliza sólo unos pocos colores, todos los cuales están recogidos en el broche que adorna el borde del escote de la dama, como en una paleta: morado, azul, verde, amarillo, rojo. Su intensidad se obtiene mediante la técnica que Kustodiev domina a la perfección, que es la de la veladura, asociada a una textura que recuerda al esmalte o la laca.   
La esposa del comerciante disfruta de su té en un ambiente hedonista, su vida real permanece secreta y, se supone, bastante erótica y sensual detrás de su sonrisa de Mona Lisa.   La obra actúa como un poema a la belleza rusa, un monumento conmemorativo de la antigua Rusia, una especie de apoteosis de recuerdos de deliciosas bellezas terrenales. Soñando con una belleza radiante, mientras que el año 1918 era en su mayor parte nada más que sangre derramada, frío y hambruna, Kustodiev no borró la suave ironía y la sonrisa de su tema, que desde entonces ha estado llenando la literatura rusa, lo que siguió siendo característico de muchos pintores prerrevolucionarios. Si bien la mayoría de la gente no podía imaginar cómo obtener una ración de pan, había, al mismo tiempo, comerciantes en tal ociosidad. , , , ,

## Destino
Esta pintura puede considerarse uno de los mayores logros de Kustodiev del período prerrevolucionario.  En la primavera de 1919, en el Palacio de Invierno, tuvo lugar la primera exposición nacional de arte en Leningrado con la participación de más de 300 artistas, entre ellos Kustodiev. Expuso allí once cuadros, entre ellos La mujer del comerciante tomando el té, que fue colocada en el centro de una pared enteramente reservada al artista.   ,  Konstántin Sómov, así como otros visitantes de la exposición, consideran que esta exposición en su conjunto no fue nada interesante, excepto por la pintura de Kustodiev La esposa del comerciante tomando el té.  En la primavera de 1920, en el apartamento de tres habitaciones de Fyodor Notgaft, se celebró la primera y única exposición personal de Kustodiev en Petrogrado, durante la cual presentó alrededor de 170 piezas creadas principalmente entre 1915 y 1920, incluida La mujer del comerciante tomando té. El organizador de la exposición fue Fiodor Notgaft, quien en 1919-1921 fue secretario del departamento artístico de la Casa de las Artes.   

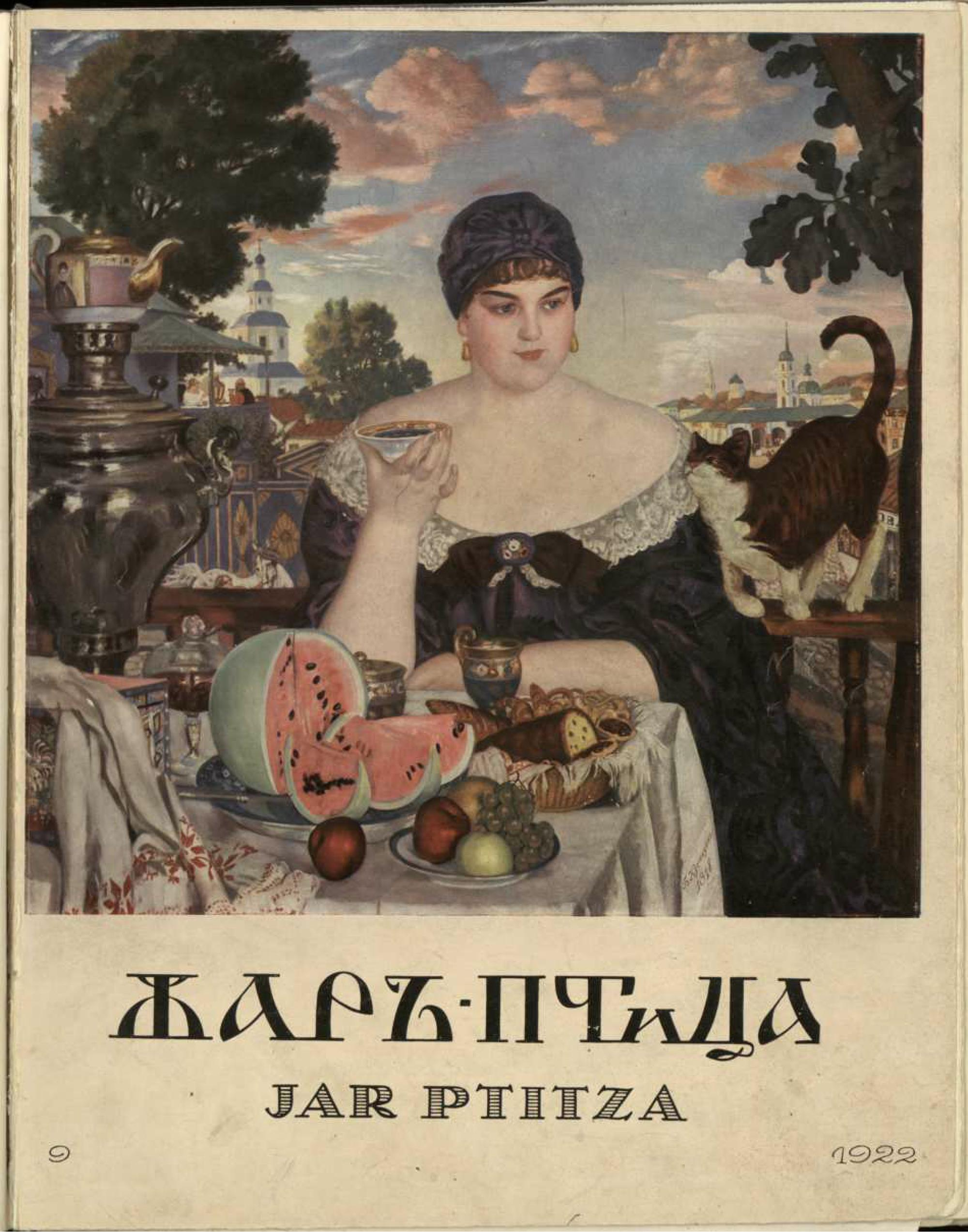
Portada del nº 9 de la revista Jar ptitza, 1922.

En 1922, en la nueva galería Van Dimen, en Unter den Linden, cerca de la Embajada de Rusia en Alemania, en el centro de Berlín, tuvo lugar la primera exposición de arte ruso. La inauguración tiene lugar el 15 de octubre, y cerca de 180 artistas participan y exhiben más de mil pinturas, entre ellas La mujer del comerciante tomando té y la versión de La belleza producida en 1919.   La exposición fue ampliamente cubierta por la prensa soviética y en publicaciones de emigrados rusos en Alemania.  En la revista Krasnaïa niva un artículo firmado con la letra M. (detrás de la cual, de hecho, se esconde Vladimir Mayakovsky), está acompañado por una imagen de la obra pero bajo el título Mujer con el samovar por razones ideológicas y tal como figura en el catálogo.  En la revista de emigrantes Jar-Ptitza, el periodista nota la ausencia de pinturas de los artistas de Mir iskusstva pero nota la presencia de un "punto de luz ardiendo en medio de la exposición», es Mujer con el samovar gracias únicamente a Kustodiev y al poder de su paleta. Mientras la exposición no estaba terminada, el pintor y crítico de arte Georges Loukomski escribió con entusiasmo en la revista de emigrados Nakanoune que Kustodiev: “con su cuadro La esposa del comerciante tomando té es un Tiziano ruso! Su pintura se volvió más reflexiva, más rigurosa. Es un gran artista! Podemos compararlo con Alexei Venetsianov […]”. Después de la exposición todavía dio la mejor crítica al cuadro de Kustodiev.  Mijaíl Nésterov también elogió con entusiasmo la pintura de Kustodiev.  En junio de 1924, Kustodiev presentó su pintura en  la XIV Exposición de Venecia junto con otra obra, El bolchevique.  En 1925, fue colocado por el Comisariado del Pueblo de Educación en el Museo Ruso de San Petersburgo , donde aún permanece en la sala 71 del corpus Benois.